# Jupitermassa

Planeten Jupiters och bruna dvärgarna Gliese 229Bs och Teide 1s uppskattade relativa storlekar.

En jupitermassa (MJ eller MJUP) är en massenhet lika med planeten Jupiters totala massa (1,8986*1027 kg, 317,83 jordmassor; 1 jordmassa är 0,00315 jupitermassor). Jupitermassor används för att beskriva massorna hos gasjättarna, som de yttre planeterna och exoplaneterna. Enheten används också vid beskrivning av bruna dvärgar.
De mest massiva av exoplaneterna beskrivs vanligtvis i jupitermassor eftersom detta ger en lämplig skala för jämförelser. En planet med en jupitermassa i en omloppsbana med radien 1 astronomisk enhet runt en stjärna lik solen orsakar en amplitudändring på 28 m/s, vilket går att mäta med dagens teknologi. De enklast, med radialhastighetsmetoden mätbara planeterna har hög massa och små omloppsbanor/-perioder. Detta producerar en  urvalseffekt för planeter med jupitermassor. På liknande sätt är planeter med jupitermassor eller högre mer sannolika att upptäckas med andra metoder, exempelvis transit- eller mikrolinsmetoder.
En planet med jupitermassa behöver inte nödvändigtvis ha samma dimensioner som Jupiter. En planet med jupitermassa med samma beskaffenhet som jorden skulle ha en radie 5 till 6 gånger jordens. En så kallad het jupiter (som COROT-1b) i en snäv omloppsbana kring en stjärna kan ha en större radie. Bruna dvärgar har också ungefär samma radie som Jupiter (eller en tiondel av solens radie).
Den teoretiskt minsta massa en stjärna kan ha och fortfarande genomgå vätefusion uppskattas till 75 jupitermassor, även om deuteriumfusion kan uppstå vid så lågt som 13 jupitermassor.
I solsystemet kan de yttre planeternas massor mätas i jupitermassor:
- Jupiter – 1,000
- Saturnus – 0,299
- Uranus – 0,046
- Neptunus – 0,054

En jupitermassa kan konverteras till liknande enheter:
- 25 839 månmassor (ML)
- 317,83 jordmassor (M🜨)[1]
- 0,0009546 solmassor (M☉)